# بلدة هاغر (ميشيغان)
هاغر (بالإنجليزية: Hagar Township, Michigan)‏ هي بلدة تقع بولاية ميشيغان في الولايات المتحدة. تبلغ مساحتها 48.4 (كم²)، وترتفع عن سطح البحر 199 م، بلغ عدد سكانها 3671 نسمة في عام تعداد الولايات المتحدة 2010 حسب إحصاء مكتب تعداد الولايات المتحدة وتصل الكثافة السكانية فيها 77.2 نسمة/كم2.

## وصلات خارجية
- hagartownship.org
- The US50 - Cities and Towns in Michigan State
- Michigan Cities and Towns, Facts, Map, Flag, Colleges, Government, and More